# イ・チョンア
イ・チョンア（이청아、1984年10月29日 - ）は、韓国の女優。
2002年に映画『リザレクション』で女優デビュー。その後、映画やＴＶドラマなどで活躍。映画『オオカミの誘惑』では高校生のチョン・ハンギョン役を好演し、大鐘賞映画祭新人女優賞、黄金撮影賞新人女優賞を受賞。また、2009年には「韓国障害者団体総連盟広報大使」、2013年には「釜山コンテンツマーケット広報大使」などの広報大使にも選ばれている。
身長166cm、体重48kg、血液型A型。
2007年に漢陽大学校演劇映画科を卒業した。

## 出演作品

### ドラマ
- サマービーチ〜海辺へ行こう〜（2005年、SBS） - ユン・ソラ役
- マイ・ウェイ〜これが私達の生きる道（2006年、SBS） - パク・ダスル役
- 新・別巡検-最期の導き-（2008年、MBC） - ハン・ダギョン役
- アクシデント・カップル（2009年、KBS2） - ク・ミンジ役
- みんなでチャチャチャ（2009年-2010年、KBS1） - ハン・スヒョン役
- かぼちゃの花の純情（2010年-2011年、SBS） - パク・スンジョン役
- イケメンラーメン店（2011年、tvN） - ヤン・ウンビ役
- ワンダフル・ラブ〜愛の改造計画〜（2013年、SBS） - オ・ダジョン役
- 恋愛操作団：シラノ（2013年、tvN） - ソル・ユジン役
- スニーカーを履いた新婦（2014年、KBS2） - パク・ポギョン役
- ナイショの恋していいですか!?（2014年、tvN） - カメオ出演
- イケメン ライダーズ（2015年-2016年、Eチャンネル） - ユン・ソダム役
- ヴァンパイア探偵（2016年、OCN） - ヨナ（ウネ）役
- 運勢ロマンス（2016年、MBC） - ハン・ソリ役
- この恋は初めてだから（2017年、tvN） - コン・ジョンミン役
- 会社を辞める最高の瞬間（2017年、WEB） - イム・ソニ役
- 甘辛オフィス（2018年、MBC） - ト・ウンス役
- 凍てついた愛（2019年、JTBC） - カン・ジュナ役
- VIP（2019年、SBS） - イ・ヒョナ役
- 昼と夜（2020年、tvN） - ジェイミー・レイトン役
- わずか1000ウォンの弁護士（2022年、SBS） - イ・ジュヨン役
- セレブリティ（2023年、Netflix） - ユン・シヒョン役
- 恋人（2023年、MBC） - カクファ役
- ハイド（2024年、JTBC） - ハ・ヨンジュ役

### 映画
- リザレクション（2002年） - 飲み屋の女役
- 透明でしょっぱい液体（原題：涙）（2002年） - 女子高校生役
- チャ・テヒョンのハッピー☆クリスマス（2003年） - イ・ヘミン役
- 20のアイデンティティ／異共（2004年） - チラン役
- オオカミの誘惑（2004年） - チョン・ハンギョン役
- サンデーソウル（2006年） - ヨンジャ役
- 同い年の家庭教師2（2007年） - 北野純子役
- グッド・バッド・ウィアード（2008年） - ソンイ役
- 恋曜日/Oh! Happy Day（2010年） - 若い女の子役
- 初恋熱戦（2010年） - ハン・ソヨン役
- あなたの初恋探します（2010年） - ソ・ジヘ役
- ザ・ファイブ－選ばれた復讐者－（2013年） - パク・ジョンハ役
- きらきらドキドキ（2014年） - ウンス役
- 二度目の初恋!?が、やってきた（2014年） - エリカ役
- ノーザン・リミット・ライン 南北海戦（2014年） - チェ大尉役
- 犯人は生首に訊け（2017年） - ユ・ミヨン役
- また、春（2018年） - ウンジョ役

### ミュージックビデオ
- 2004年：リン - 愛したじゃない
- 2004年：イ・スフン - 告白
- 2005年：Buzz - 臆病者
- 2008年：シン・ヘソン - キミだから
- 2010年：リュ・ジュファン - 笑っても涙が
- 2010年：V.O.S - Full Story
- 2010年：エレクトロボーイズ (feat.Horan) - 電話が来たよ

## 受賞歴
- 2005年：第28回黄金撮影賞新人女優賞を受賞（『オオカミの誘惑』）[4]
- 2005年：第42回大鐘賞映画祭新人女優賞を受賞（『オオカミの誘惑』）[5]

## 広報大使
- 2009年：韓国障害者団体総連盟広報大使[6]
- 2010年：韓国天然繊維ファッション広報大使
- 2013年：釜山コンテンツマーケット広報大使[7]